# Ginsiana arbuticola
Ginsiana arbuticola is een vliesvleugelig insect uit de familie Encyrtidae. De wetenschappelijke naam is voor het eerst geldig gepubliceerd in 1926 door Gahan & Waterston.